# Château de Garengo
Le château de Garengo est un château genevois situé sur le territoire de la commune de Céligny, en Suisse.

## Histoire
Le terrain sur lequel se dresse le domaine, situé au sud du temple de Céligny, était précédemment occupé par une maison forte médiévale appartenant à une famille noble locale. Il a été bâti en 1722, puis agrandi au XIXe siècle. Il passe à la famille Hentsch. Il est ensuite en particulier la propriété en 1910 du pianiste Ernest Schelling puis, après sa mort, de l'industriel Ernst Schmidheiny. Le toit du bâtiment et son grenier ont été détruits dans un incendie en 1939.
Le château ainsi que l'ensemble du domaine sont inscrits comme biens culturels d'importance nationale.

## Description
Le château se présente comme une maison de maître du XVIIIe siècle placée au centre d'un domaine d'environ 60 000 m2 traversé par un ruisseau appelé le Brassus et composé en partie de jardins. Deux annexes flanquent le bâtiment principal ; celle de gauche est une ancienne salle de musique. Tout comme son voisin l'Élysée, le château offre une vue panoramique sur le Léman et les Alpes.